# Phineas a Ferb v paralelním vesmíru
Phineas a Ferb v paralelním vesmíru (v anglickém originále Phineas and Ferb the Movie: Across the 2nd Dimension) je americký animovaný film z roku 2011 vytvořený podle seriálu Phineas a Ferb. Autory příběhu filmu jsou, stejně jako seriálu, Dan Povenmire a Jeff Swampy Marsh. Film režíroval Dan Povenmire společně s Robertem Hughesem. Premiéra filmu doáhla v USA 7 milionů diváků. Ve filmu je mnoho převzatých prvků z původního seriálu, takže divák, který nezná seriál, by pravděpodobně neporozuměl ani filmu.

## Děj
Děj seriálu se odehrává v americkém městečku Danville. Příběh se točí kolem nevlastních bratrů Phinease a Ferba, jejich sestry Candace, jejich mazlíčka ptakopyska Perryho a šíleného vědce Dr. Dutošvarce. Perry je ve skutečnosti též člen tajné organizace a tajný agent bojující se zlem pod přezdívkou Agent P, oni o tom ale  nevědí. Podle zákona organizace se totiž majitelé nesmí dozvědět, že je jejich zvířátko je tajný agent, to by jim pak musel být odebrán z důvodu utajení. Na seriál přímo navazuje film...

### Děj filmu
Phineas a Ferb oslavují 5. narozeniny svého domácího mazlíčka, ptakopyska Perryho. Na Perryho počest Phineas a Ferb spolu se svými kamarády postaví na zahradě tzv. ptakopult – plošinu ve tvaru ptakopyska, ze které se odpálí v obřím badmintonovém míčku přes celé město k druhému, předem připravenému ptakopultu. Mezitím se Perry tajným vchodem dostane do podzemní základny organizace, kde ho jeho nadřízený, major Frencis Monogram, vyšle na misi proti šílenému vědci Dr. Dutošvarcovi a předá mu nové vznášedlo. Během letu se Perry omylem srazí s Phineasem a Ferbem, kteří zrovna letí ve svém obřím badmintonovém míčku a odrazí je tak k budově sídla Dutošvarce, kam měl sám původně namířeno. Phineas a Ferb se tak nechtěně dostanou do budovy Dr. Dutošvarce. Ten zrovna pracuje na Alternativovátoru – přístroji, který má sloužit k otevření portálu do jiných dimenzí. Phineas a Ferb netuší, že Dutošvarc je ďábelský vědec, a tak mu s dokončením přístroje pomohou. Perry v tu chvíli dorazí k Dutošvarcovi, ale když zde uvidí své majitele, odhodí klobouk, aby nepoznali, že je tajný agent. Phineas si ho všimne, naštěstí nezjistí že je tajný agent, a tak společně s Ferbem a Dr. Dutošvarcem vstoupí do alternativní dimenze.